# Roy Bittan
Roy Bittan (født 2. juli 1949 i Rockaway Beach, New York) er en musiker som er bedst kendt som medlem af Bruce Springsteens E Street Band. Bittan, som også er kendt som Professoren spiller klaver, orgel, harmonika, og synthesizere.
Bittan har spillet med på mange albummer, ikke kun med Springsteen, men også med blandt andre David Bowie, Jackson Browne, Tracy Chapman, Chicago, Catie Curtis, Dire Straits, Peter Gabriel, Meat Loaf, Stevie Nicks, Bob Seger, Patty Smyth, Jim Steinman, og Bonnie Tyler.